# Província de Sidi Ifni
La província de Sidi Ifni (àrab: إقليم سيدي إفني, iqlīm Sīdī Ifnī; amazic estàndard marroquí: ⵜⴰⵎⵏⴰⵜⵜ ⵏ ⵉⴼⵏⵉ, tamnatt n Ifni) és una de les províncies del Marroc, part de la regió de Guelmim-Oued Noun. Té una superfície de 18.428 km² i 127.781 habitants censats en 2004. La seva capital és Sidi Ifni. Comprèn la major part del territori de l'antiga província d'Ifni sota protectorat espanyol. El 81 % de la població és rural. Limita amb la província de Tiznit al nord, amb la província de Tata a l'est, amb la província de Guelmim al sud i l'oceà Atlàntic a l'oest.

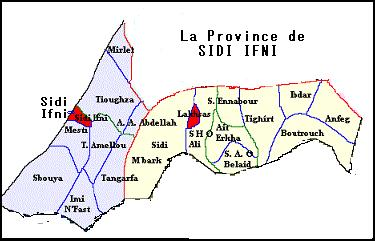
Comunes de la província

Fou creada l'11 de juny de 2009 per desmembrament de la província de Tiznit.

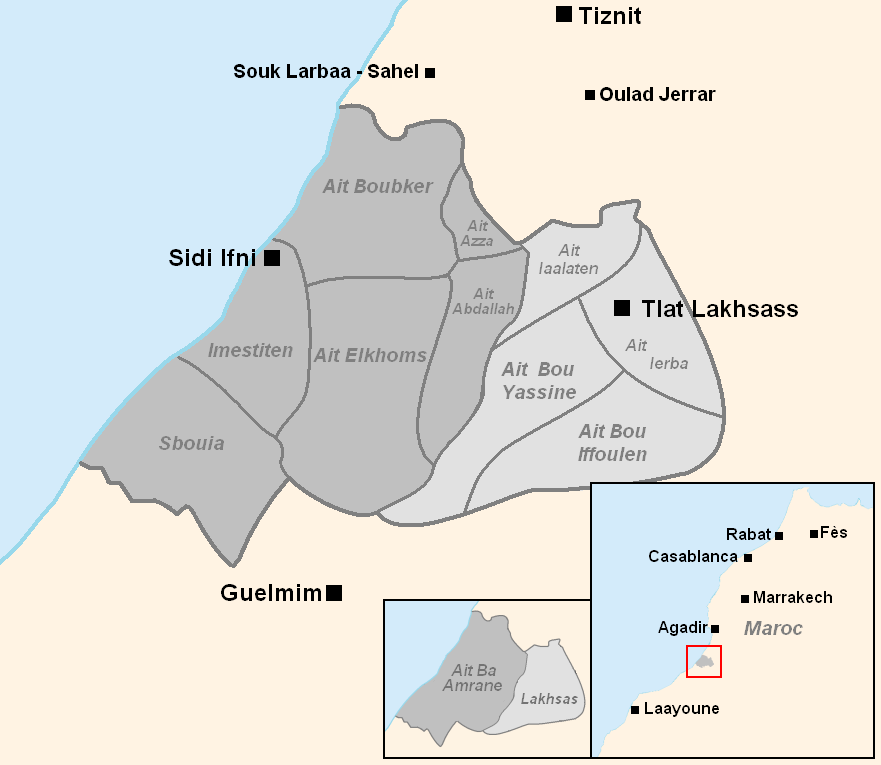
Mapa dels Ait Baamran i dels Lakhsass

## Divisió administrativa
| Comuna                  | Tipus         | Població (2004) |
| ----------------------- | ------------- | --------------- |
| Anfeg                   | comuna rural  | 8.093           |
| Arbaa Ait Abdellah      | comuna rural  | 3.921           |
| Ait Erkha               | comuna rural  | 5.842           |
| Boutrouch               | comuna rural  | 4.496           |
| Ibdar                   | comuna rural  | 5.194           |
| Imi N'Fast              | comuna rural  | 2.781           |
| Lakhsas                 | comuna urbana | 4.194           |
| Mesti                   | comuna rural  | 3.548           |
| Mirleft                 | comuna rural  | 7.026           |
| Sbouya                  | comuna rural  | 5.028           |
| Sebt Ennabour           | comuna rural  | 8.329           |
| Sidi Abdallah Ou Belaid | comuna rural  | 5.233           |
| Sidi H'saine Ou Ali     | comuna rural  | 6.960           |
| Sidi Ifni               | comuna urbana | 19.967          |
| Sidi M'bark             | comuna rural  | 6.932           |
| Tangarfa                | comuna rural  | 5.471           |
| Tighirt                 | comuna rural  | 7.879           |
| Tioughza                | comuna rural  | 12.268          |
| Tnine Amellou           | comuna rural  | 4.534           |

## Composició tribal
Al territori hi vivia dues confederacions tribals enemigues, els Aït Baâmrane i els Lakhsass. La dels Aït Baâmrane és formada per sis tribus:
- Sbouya, al voltant de la comuna de Sbouya ;
- Mesti (o Imestiten), entre Mesti i la vila de Sidi Ifni ;
- Aït Elkhoms, establida al territori entre Mesti a l'oest, Tangarfa a l'est, Imi N'Fast al sud i Tioughza al nord ;
- Aït Boubker, entre el nord de la vila de Sidi Ifni, el sud del caïdat de Mirleft i l'oest del caïdat de Tioughza ;
- Aït Iazza, ocupant la part est del caïdat de Tioughza ;
- Aït Abdallah, present als voltants de la comuns rural d'Arbaa Aït Abdallah i al nord de la comuns rural de Tangarfa.

La tribu dels Lakhsass està dividida en 4 fraccions:
- Aït Bou Yassine, al centre del territori de la comuna de Sidi M'bark ;
- Aït Bou Iffoulen, al voltant de la vila de Bouizakaren, al sud del territori de la comuna de Sidi H'saine Ou Ali ;
- Aït I'arba, al voltant de la vila de Lakhsass i al nord del territori de la comuna de Sidi H'saine Ou Ali ;
- Aït I'laten, al nord del territori de la comuna de Sidi M'bark.